# Family Circle Cup 2005

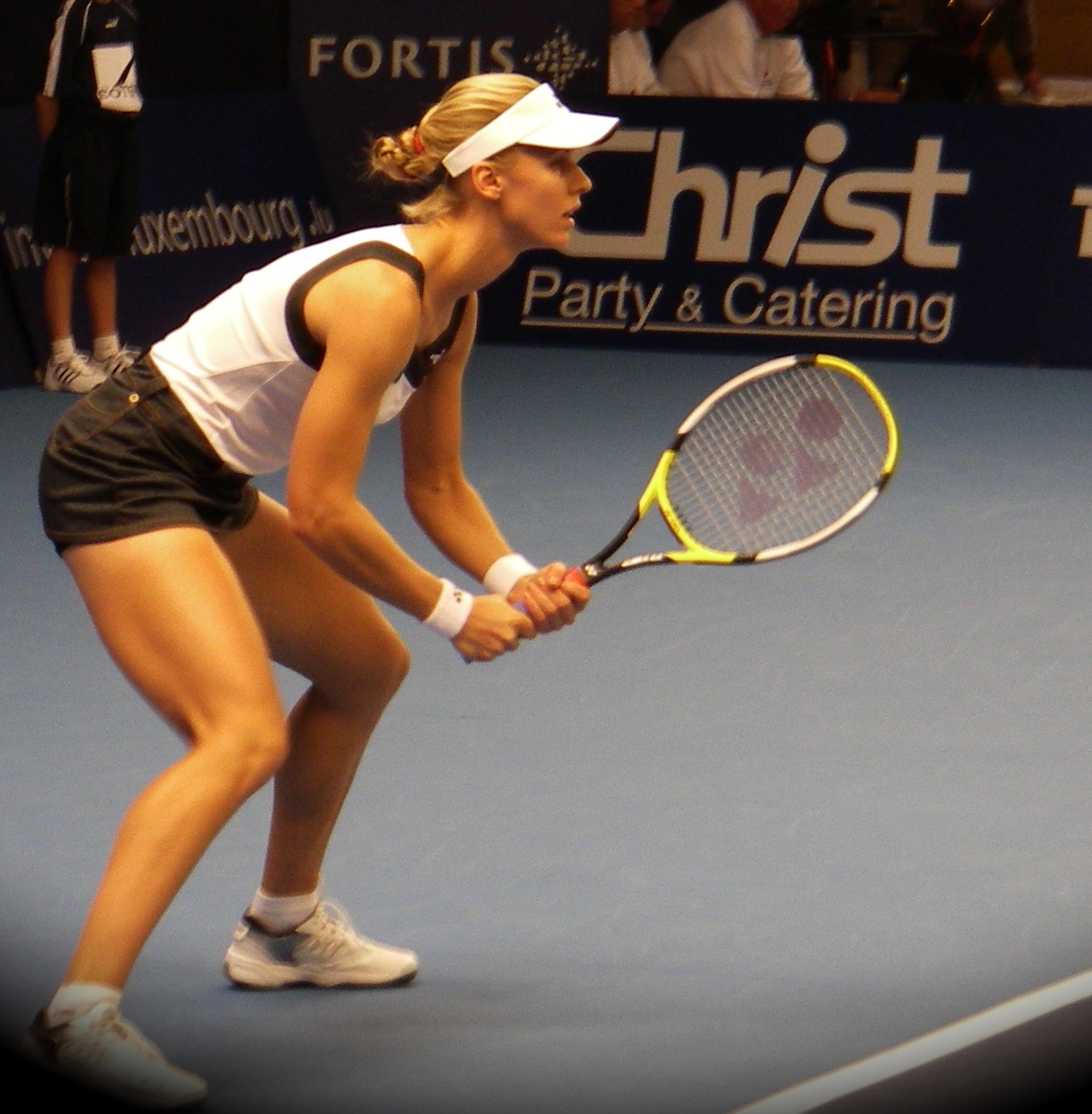
Елена Дементьева из России — финалистка одиночных соревнований.

Family Circle Cup 2005 — 33-й розыгрыш ежегодного профессионального теннисного турнира среди женщин, проводящегося в американском городе Чарлстон, и являющегося частью тура WTA в рамках 1-й категории турниров.
В 2005 году турнир прошёл с 10 по 17 апреля.
Прошлогодними чемпионами являются:
- одиночницы —  Винус Уильямс
- пары —  Паола Суарес /  Вирхиния Руано Паскуаль

## Соревнования

### Одиночный турнир
Жюстин Энен-Арденн обыграла  Елену Дементьеву со счётом 7-5, 6-4.
- Жюстин Энен-Арденн выигрывает свой 1й турнир в сезоне и 20й за карьеру на соревнованиях ассоциации.
- Елена Дементьева уступает свой 9й финал за карьеру на турнирах ассоциации.

### Парный турнир
Кончита Мартинес /  Вирхиния Руано Паскуаль обыграли  Ивету Бенешову /  Квету Пешке со счётом 6-1, 6-4.
- Кончита Мартинес выигрывает свой 1й титул в сезоне и 12й за карьеру.
- Вирхиния Руано Паскуаль выигрывает свой 3й титул в сезоне и 32й за карьеру.